# Sindbad (serial animowany)
Sindbad / Przygody Sindbada żeglarza (jap. アラビアンナイト シンドバットの冒険, Arabian Naitsu: Shinbaddo No Bôken) – japoński serial animowany wyprodukowany przez Nippon Animation, zrealizowany na podstawie Księgi tysiąca i jednej nocy.

## Fabuła
Serial opowiada o losach mieszkającego w Bagdadzie kilkunastoletniego chłopca Sindbada, który żądny przygód wyrusza wraz ze swoim wujkiem w podróż pełną przygód. Przez cały czas towarzyszy mu mówiący czarny ptak z kolorowymi piórami o imieniu Shirin, który okazuje się zaklętą księżniczką. W przygodach towarzyszą mu również przyjaciele Hasan i Ali. Sindbad nie zawsze rozsądny wychodzi jednak cało z wszystkich opresji dzięki uczciwości, przyjaźni i szczęściu.

## Obsada głosowa
- Noriko Ohara jako Sinbad
- Mahito Tsujimura jako Aladdin
- Akira Kamiya jako Ali Baba
- Ichirō Nagai jako Narrator

## Muzyka
- Sindbad no Bōken (jap. シンドバットのぼうけん)
- Sindbad no Uta (jap. シンドバットのうた) śpiewa Mitsuko Horie

## Wersja polska
Odcinki serialu zatytułowanego Przygody Sindbada żeglarza emitowane były w TVP1 w niedzielne popołudnia w latach 80. XX w. w cyklu "Kino familijne", a następnie od 24 czerwca do końca sierpnia 2008 ponownie w TVP1 z nowym dubbingiem. Serial emitowany był również od 10 września 2011 roku w paśmie Bajkowa TVS na kanale TV Silesia. Obecnie serial prezentowany jest pod skróconym tytułem Sindbad. W Polsce, tak jak w większości krajów poza Japonią, wyemitowano jedynie 42 pierwsze odcinki.

### Stary dubbing (lata 70./80.)
Tytuł: Przygody Sinbada żeglarza
Wersja polska: Studio Opracowań Filmów w Łodzi

Reżyseria: Czesław Staszewski

Tekst:
- Elżbieta Włodarczyk (odc. 27-32)
- Alicja Karwas (odc. 33-36),
- Krystyna Kotecka (odc. 37-42)

Dźwięk: Anatol Łapuchowski

Montaż:
- Janina Michalska (odc. 27-31),
- Henryka Gniewkowska (odc. 32),
- Łucja Kryńska (odc. 33-36, 41-42),
- K. Kupiska (odc. 37-40)

Kierownik produkcji:
- Edward Kupsz (odc. 27-34, 36, 40-42),
- Bożena Dębowska (odc. 35, 37-39)

### Nowy dubbing (2004 r.)
Tytuł: Sindbad
Opracowanie: IZ-Text Katowice

Udział wzięli:
- Izabella Malik – Sindbad
- Magdalena Korczyńska –
  - Sheila,
  - synek Sułtana (odc. 1),
  - jedna z dziewczyn (odc. 5)
- Ireneusz Załóg – 
  - Narrator,
  - chiński gość (odc. 1),
  - czarnoskóry gość (odc. 1),
  - gość w niebieskich szatach (odc. 1),
  - jeden z marynarzy (odc. 2),
  - jeden z poszukiwaczy złota (odc. 3),
  - jeden z członków załogi kapitana (odc. 4),
  - pasterz (odc. 4),
  - majtek na bocianim gnieździe (odc. 5),
  - Ajdu (odc. 5),
  - jeden z tubylców (odc. 6),
  - żołnierz, którego szwagrem jest Judel (odc. 8),
  - jeden z żołnierzy króla (odc. 8),
  - jeden ze strażników (odc. 8),
  - przywódca rozbójników (odc. 9),
  - stary wędrowiec (odc. 11),
  - jeden ze strażników (odc. 11),
  - jeden z umięśnionych sługów sułtana (odc. 13),
  - jeden z rozbójników (odc. 13, 18-19),
  - kapitan (odc. 14),
  - podróżnik (odc. 14),
  - jeden z kupców (odc. 14),
  - sułtan (odc. 14),
  - jeden z braci Aframa (odc. 15),
  - szejk (odc. 16),
  - jeden z mieszkańców (odc. 17),
  - sklepikarz (odc. 18),
  - jeden ze strażników (odc. 18-19),
  - Minister (odc. 18-19),
  - mężczyzna kupujący od Sindbada małą skrzynię (odc. 20),
  - mężczyzna w wieży (odc. 20),
  - jeden z mieszkańców (odc. 20)
- Dariusz Stach – 
  - Hasan (odc. 1, 6, 10-12, 17-20),
  - jeden z poszukiwaczy złota (odc. 3),
  - władca wyspy (odc. 5),
  - jeden z tubylców (odc. 6),
  - sługa króla (odc. 8),
  - strażnik (odc. 9),
  - jeden z żołnierzy (odc. 9),
  - przywódca rozbójników (odc. 9),
  - Alibaba (odc. 13, 16-20),
  - majtek na bocianim gnieździe (odc. 14),
  - Duch pustyni (odc. 15),
  - przyjaciel Tabada (odc. 15),
  - jeden z mieszkańców (odc. 17),
  - jeden z rozbójników (odc. 18),
  - jeden z mieszkańców (odc. 20),
  - chłopiec będący właścicielem białej myszy (odc. 20)
- Mirosław Neinert – 
  - sprzedawca zimnej wody (odc. 1),
  - kupiec w niebieskich szatach (odc. 1),
  - pracodawca Hasana (odc. 1),
  - starzec informujący o przybyciu Sułtana (odc. 1),
  - zaklinacz węży (odc. 1),
  - majtek na bocianim gnieździe (odc. 2),
  - jeden z marynarzy (odc. 2),
  - jeden z poszukiwaczy złota (odc. 3),
  - jeden z członków załogi kapitana (odc. 4),
  - Abaf (odc. 5),
  - kapitan Faradi (odc. 6),
  - piekarz Salem (odc. 7-8),
  - sprzedawca czarnej perły (odc. 7),
  - jeden z żołnierzy króla (odc. 8),
  - Sułtan (odc. 9),
  - Czarownik Dschinn (odc. 10, 12, 20),
  - król Sharidoru (odc. 11),
  - rozbójnik Zarbus (odc. 13, 18-19),
  - jeden ze strażników (odc. 13),
  - jeden z rozbójników (odc. 13),
  - sługa sułtana (odc. 14),
  - Tabad bajarz (odc. 15),
  - Król Krokodyli (odc. 16),
  - Sułtan (odc. 18-19),
  - jeden z rozbójników (odc. 18),
  - Kazim (odc. 19)
- Wiesław Sławik – 
  - ojciec Sindbada (odc. 1),
  - wujek Ali (odc. 1-2),
  - jeden z poszukiwaczy złota (odc. 3),
  - kapitan statku (odc. 4),
  - Garbaty duch (odc. 4),
  - kapitan statku (odc. 5),
  - król Wyspy Kości Słoniowej (odc. 6),
  - rybak Judel (odc. 7-8),
  - król (odc. 8),
  - czarownik Alba (odc. 9, 12, 20),
  - Dżin z pierścienia (odc. 10, 12),
  - Dżin z lampy (odc. 10, 12),
  - Ali Baba I, dowódca rozbójników (odc. 13, 18-19),
  - sułtan z Bassy (odc. 13),
  - Kidim (odc. 14),
  - Afram (odc. 15),
  - jeden z braci Aframa (odc. 15),
  - Aran, przewoźnik (odc. 16-20),
  - jeden z żołnierzy (odc. 18)
- Zbigniew Wróbel – Sułtan (odc. 1)
- Krystyna Wiśniewska – 
  - egipska kobieta (odc. 1),
  - żona Sułtana (odc. 1),
  - matka Sindbada (odc. 1),
  - mama Hasana (odc. 10),
  - jedna z kobiet (odc. 10),
  - niania (odc. 12),
  - żona Kidima (odc. 14),
  - wróżka (odc. 15),
  - wróżka Aframa (odc. 15),
  - Solajka (odc. 18-20),
  - żona Kazima (odc. 19),
  - czarownica Tabaza (odc. 20)
- Anita Sajnóg – 
  - siostra Hasana (odc. 6),
  - syrenka zaprzyjaźniona z Sindbadem (odc. 7-8),
  - inne syrenki (odc. 8),
  - córka Sułtana (odc. 9),
  - Szeherezada (odc. 11-12),
  - córka sułtana z Bassy (odc. 13),
  - syn Tabada (odc. 15),
  - żona Aframa (odc. 15),
  - Olbrzymek (odc. 16),
  - Niebieskowłosa syrenka (odc. 17),
  - Księżniczka (odc. 18-19),
  - Sheila (jedna scena w odc. 20),
  - czarownica Tabaza w postaci młodej kobiety (odc. 20)
- Wisława Świątek – jedna z kobiet (odc. 10)

i inni
Lektor tytułów odcinków: Ireneusz Załóg

## Wersja VHS, DVD, CD
Wersja VHS:
- Dystrybucja: GM Distribution (10 kaset po jednym odcinku)

Wersja DVD: 
- Dystrybucja: GM Distribution (20 odcinków na 7 DVD[4], premiera: listopad 2004) - wydanie 1-płytowe, czas trwania około 60 minut, format obrazu 4:3, region O/U, dźwięk Dolby Digital, polski dubbing

Wersja Video CD:
- Dystrybucja: GM Distribution (1 płyta z 2 odcinkami, polski dubbing, razem z czasopismem "Mam dziecko" nr 1, styczeń 2005)[5]

Źródło:

## Spis odcinków
| Nr | Tytuł odcinka (stary dubbing / nowy dubbing)                        |
| -- | ------------------------------------------------------------------- |
| 01 | Przygoda w pałacu                                                   |
| 02 | Przygoda na pływającej wyspie                                       |
| 03 | Przygoda w diamentowym wąwozie                                      |
| 04 | Przygoda z garbatym duchem                                          |
| 05 | Przygoda z niekończącymi się falami                                 |
| 06 | Przygoda na wyspie kości słoniowej                                  |
| 07 | Przygoda z czarną perłą                                             |
| 08 | Przygoda z syrenką morską                                           |
| 09 | Przygoda z latającym koniem                                         |
| 10 | Przygoda w diamentowej pieczarze                                    |
| 11 | Przygoda z Jinem duchem lampy                                       |
| 12 | Przygoda ze skradzionym zamkiem                                     |
| 13 | Przygoda z Alibabą                                                  |
| 14 | Przygoda na wyspie kokosowej                                        |
| 15 | Przygoda ze smutną baśnią                                           |
| 16 | Przygoda z wielkim i małym olbrzymem                                |
| 17 | Przygoda z górą lodową                                              |
| 18 | Przygoda z czterdziestoma rozbójnikami                              |
| 19 | Przygoda z czterdziestoma dzbanami                                  |
| 20 | Przygoda z latającym dywanem                                        |
| 21 | Przygoda na wyspie karłów                                           |
| 22 | Przygoda z Burlu i Burulu                                           |
| 23 | Przygoda z wodnym duchem                                            |
| 24 | Przygoda ze smutnym królem                                          |
| 25 | Przygoda na wyspie amazonek                                         |
| 26 | Przygoda na wyspie sępów                                            |
| 27 | Przygoda w podziemnej jaskini / Przygoda z małym mamutem            |
| 28 | Przygoda w legendarnym skarbcu / Przygoda w tajemniczej piramidzie  |
| 29 | Przygoda z tajemniczym kluczem / Przygoda w niewidzialnym kraju     |
| 30 | Przygoda z zaczarowaną kulą / Przygoda z wielkim, błękitnym smokiem |
| 31 | Przygoda w zamku sępów / Przygoda w zamku sępów                     |
| 32 | Przygoda z ptakiem olbrzymem / Przygoda z ptakiem-olbrzymem         |
| 33 | Przygoda z Panną Gwiezdną / Przygoda z gwiezdną dziewczyną          |
| 34 | Przygoda z żarłoczną rybą / Przygoda ze złotą rybą                  |
| 35 | Przygoda z koroną / Przygoda ze skradzioną koroną                   |
| 36 | Przygoda z królem Czarnego Lądu / Przygoda z paktem                 |
| 37 | Przygoda z koniem z kamienia / Przygoda z kamiennym koniem          |
| 38 | Przygoda z bojaźliwym sułtanem / Przygoda ze strachliwym królem     |
| 39 | Przygoda w zamku czarowników / Przygoda z wieżą czarownic           |
| 40 | Przygoda na wiecu czarowników / Przygoda z odmienioną Shiri         |
| 41 | Przygoda z braćmi Milutsun / Przygoda z braćmi Milutshi             |
| 42 | Pożegnanie z Sindbadem / Przygoda z błotnym duchem                  |